# Liste der DDR-Meister im Rennrodeln
Die Liste der DDR-Meister im Rennrodeln enthält alle DDR-Meister im Rennrodeln sowie die Zweit- und Drittplatzierten in den Disziplin Einsitzer der Männer und Frauen, Doppelsitzer der Männer und Frauen sowie dem Mixed von Männern und Frauen. Erstmals wurde die DDR-Meisterschaft im Jahre 1951 ausgetragen, letztmals 1989. Das Frauen-Doppel sowie das Mixed wurden nur kurzzeitig in den 1950er Jahren ausgetragen. Nach dessen Abschaffung zu den Meisterschaften 1955 traten zeitweise weiterhin gemischte oder weibliche Doppel bei den Männerdoppeln an.

## DDR-Meisterschaften

### Frauen
| Datum | Ort               | Meister                                        | Vizemeister                                     | Platz 3                                            |
| ----- | ----------------- | ---------------------------------------------- | ----------------------------------------------- | -------------------------------------------------- |
| 1951  | Oberhof           | Elli Winkler (Schierke)                        | Helga Heyge (Ilmenau)                           | Hilde Schuchhardt (Friedrichroda)                  |
| 1952  | Oberhof           | Friedel Kinzel-Tietze (BSG Einheit Bautzen)    | Erna Beyer (SG Oybin)                           | Ingeborg Skerra (BSG Einheit Schierke)             |
| 1953  | Friedrichroda     | Lieselotte Vater (BSG Motor Tambach-Dietharz)  | Inge Ohlendorf (BSG Motor Ilsenburg)            | Friedel Kinzel-Tietze (BSG Einheit Bautzen)        |
| 1954  | Oberhof           | Lieselotte Vater (BSG Motor Tambach-Dietharz)  |                                                 |                                                    |
| 1955  | Oberhof           | Christel Michaelis (BSG Medizin Friedrichroda) | Edith Eccarius (BSG Medizin Friedrichroda)      | Ursula Ahnhut (BSG Medizin Friedrichroda)          |
| 1956  | Oberhof           | Lieselotte Vater (BSG Motor Tambach-Dietharz)  | Ursula Ahnhut (SC Motor Zella-Mehlis)           |                                                    |
| 1957  | nicht ausgetragen | nicht ausgetragen                              | nicht ausgetragen                               | nicht ausgetragen                                  |
| 1958  | Schierke          | Bärbel Schmeißer (BSG Empor Ilmenau)           | Bärbel Kühner (SG Dynamo Schierke)              | Lieselotte Vater (BSG Tambach-Dietharz)            |
| 1959  | Oybin             | Lore Rosenkranz (SG Oybin)                     | Bärbel Kühner (SG Dynamo Schierke)              | Freia Aschermann (BSG Empor Ilmenau)               |
| 1960  | Oberhof           | Lisa Wugk (BSG Lok Zwickau)                    |                                                 |                                                    |
| 1961  | Friedrichroda     | Freia Aschermann (BSG Empor Ilmenau)           | Lisa Wugk (BSG Lok Zwickau)                     | Irene Kretschmar (SG Oybin)                        |
| 1962  | Ilmenau           | Ilse Steffens (SC Dynamo Berlin)               | Margot Joswich (SC Einheit Berlin)              | Margot Messau (Dresden)                            |
| 1963  | Oberbärenburg     | Ortrun Enderlein (SC Traktor Oberwiesenthal)   | Helga Meusinger (BSG Empor Ilmenau)             | Neufert                                            |
| 1964  | Friedrichroda     | Ortrun Enderlein (SC Traktor Oberwiesenthal)   | Ilse Geißler (SC Traktor Oberwiesenthal)        | Barbara Winter (SC Wismut Karl-Marx-Stadt)         |
| 1965  | Oberhof           | Ortrun Enderlein (SC Traktor Oberwiesenthal)   | Petra Tierlich (SC Traktor Oberwiesenthal)      | Ilse Geißler (SC Traktor Oberwiesenthal)           |
| 1966  | nicht ausgetragen | nicht ausgetragen                              | nicht ausgetragen                               | nicht ausgetragen                                  |
| 1967  | Oberhof           | Anna-Maria Müller (SC Traktor Oberwiesenthal)  | Ortrun Enderlein (SC Traktor Oberwiesenthal)    | Ilse Vorsprach-Geisler (SC Traktor Oberwiesenthal) |
| 1968  | Friedrichroda     | Ortrun Enderlein (SC Traktor Oberwiesenthal)   | Angela Knösel (SC Traktor Oberwiesenthal)       | Anna-Maria Müller (SC Traktor Oberwiesenthal)      |
| 1969  | Friedrichroda     | Anna-Maria Müller (SC Traktor Oberwiesenthal)  | Angela Knösel (SC Traktor Oberwiesenthal)       | Adelheid Krauss (SC Traktor Oberwiesenthal)        |
| 1970  | Oberwiesenthal    | Angela Knösel (SC Traktor Oberwiesenthal)      | Marita Weidenmüller (SC Traktor Oberwiesenthal) | Annelie Darr (SC Traktor Oberwiesenthal)           |
| 1971  | Oberwiesenthal    | Margit Schumann (ASK Vorwärts Oberhof)         | Christa Decker (SC Traktor Oberwiesenthal)      | Anna-Maria Müller (SC Traktor Oberwiesenthal)      |
| 1972  | Oberhof           | Ute Rührold (SC Traktor Oberwiesenthal)        | Anna-Maria Müller (SC Traktor Oberwiesenthal)   | Angela Höhler-Knösel (SC Traktor Oberwiesenthal)   |
| 1973  | Oberhof           | Margit Schumann (ASK Vorwärts Oberhof)         | Ute Rührold (SC Traktor Oberwiesenthal)         | Eva-Maria Wernicke (SC Traktor Oberwiesenthal)     |
| 1974  | Oberhof           | Margit Schumann (ASK Vorwärts Oberhof)         | Ute Rührold (SC Traktor Oberwiesenthal)         | Eva-Maria Wernicke (SC Traktor Oberwiesenthal)     |
| 1975  | Oberhof           | Margit Schumann (ASK Vorwärts Oberhof)         | Eva-Maria Wernicke (SC Traktor Oberwiesenthal)  | Heidemarie Reiß (ASK Vorwärts Oberhof)             |
| 1976  | Oberhof           | Margit Schumann (ASK Vorwärts Oberhof)         | Ute Rührold (SC Traktor Oberwiesenthal)         | Eva-Maria Wernicke (SC Traktor Oberwiesenthal)     |
| 1977  | Oberwiesenthal    | Roswitha Stenzel (SC Traktor Oberwiesenthal)   | Margit Schumann (ASK Vorwärts Oberhof)          | Veronika Huhn (ASK Vorwärts Oberhof)               |
| 1978  | Oberhof           | Roswitha Stenzel (SC Traktor Oberwiesenthal)   | Margit Schumann (ASK Vorwärts Oberhof)          | Melitta Sollmann (ASK Vorwärts Oberhof)            |
| 1979  | Oberhof           | Melitta Sollmann (ASK Vorwärts Oberhof)        | Ilona Brand (ASK Vorwärts Oberhof)              | Roswitha Stenzel (SC Traktor Oberwiesenthal)       |
| 1980  | Oberhof           | Melitta Sollmann (ASK Vorwärts Oberhof)        | Ilona Brand (ASK Vorwärts Oberhof)              | Roswitha Stenzel (SC Traktor Oberwiesenthal)       |
| 1981  | Oberhof           | Melitta Sollmann (ASK Vorwärts Oberhof)        | Martina Günl (SC Traktor Oberwiesenthal)        | Ute Weiß (ASK Vorwärts Oberhof)                    |
| 1982  | Oberwiesenthal    | Heike Popel (SC Traktor Oberwiesenthal)        | Anke Popel (SC Traktor Oberwiesenthal)          | Martina Günl (SC Traktor Oberwiesenthal)           |
| 1983  | Oberhof           | Steffi Martin (SC Traktor Oberwiesenthal)      | Melitta Sollmann (ASK Vorwärts Oberhof)         | Bettina Schmidt (ASK Vorwärts Oberhof)             |
| 1984  | Oberhof           | Bettina Schmidt (ASK Vorwärts Oberhof)         | Jutta Garbe (SC Traktor Oberwiesenthal)         | Christiane König (ASK Vorwärts Oberhof)            |
| 1985  | Oberhof           | Ute Oberhoffner (ASK Vorwärts Oberhof)         | Steffi Martin (SC Traktor Oberwiesenthal)       | Cerstin Schmidt (ASK Vorwärts Oberhof)             |
| 1986  | Oberhof           | Cerstin Schmidt (SC Traktor Oberwiesenthal)    | Steffi Martin (SC Traktor Oberwiesenthal)       | Ute Oberhoffner (ASK Vorwärts Oberhof)             |
| 1987  | Oberhof           | Cerstin Schmidt (SC Traktor Oberwiesenthal)    | Gabriele Kohlisch (SC Traktor Oberwiesenthal)   | Ute Oberhoffner (ASK Vorwärts Oberhof)             |
| 1988  | Oberhof           | Ute Oberhoffner (ASK Vorwärts Oberhof)         | Silke Kraushaar (ASK Vorwärts Oberhof)          | Cerstin Schmidt (SC Traktor Oberwiesenthal)        |
| 1989  | Altenberg         | Gabriele Kohlisch (SC Traktor Oberwiesenthal)  | Susi Erdmann (ASK Vorwärts Oberhof)             | Dana Riedel (SC Traktor Oberwiesenthal)            |

### Frauen Doppelsitzer
| Datum | Ort           | Meister                                                    | Vizemeister                                                                | Platz 3                           |
| ----- | ------------- | ---------------------------------------------------------- | -------------------------------------------------------------------------- | --------------------------------- |
| 1951  | Oberhof       | Freia Aschermann (Ilmenau) Helga Heyge (Ilmenau)           | Ingeborg Skerra (Schierke) Elli Winkler (Schierke)                         |                                   |
| 1952  | Oberhof       | Johanna Förster (SG Oybin) Erna Beyer (SG Oybin)           | Elli Winkler (BSG Einheit Schierke) Ingeborg Skerra (BSG Einheit Schierke) |                                   |
| 1953  | Friedrichroda | Lieselotte Vater Hedwig Engel (BSG Motor Tambach-Dietharz) | Johanna Förster Erna Beyer (SG Oybin)                                      | Friedel Kinzel-Tietze Vollbrecht  |
| 1954  | Oberhof       |                                                            |                                                                            | Lieselotte Vater Ingrid Ohlendorf |

### Männer Einzel
| Datum | Ort               | Meister                                           | Vizemeister                                       | Platz 3                                           |
| ----- | ----------------- | ------------------------------------------------- | ------------------------------------------------- | ------------------------------------------------- |
| 1951  | Oberhof           | Walter Feist (Chemie Piesteritz)                  | Oskar Windler (Schierke)                          |                                                   |
| 1952  | Oberhof           | Herbert Scholdan (BSG Einheit Arnstadt)           | Walter Feist (BSG Stahl Ilsenburg)                | Rudolf Aschermann (SG Ilmenau)                    |
| 1953  | Friedrichroda     | Walter Feist (BSG Stahl Ilsenburg)                | Ernst Böttcher (BSG Stahl Ilsenburg)              | Hermann Ohlendorf (BSG Stahl Ilsenburg)           |
| 1954  | Oberhof           | Walter Feist                                      |                                                   |                                                   |
| 1955  | Oberhof           | Werner Ackermann (BSG Medizin Friedrichroda)      | Walter Feist (BSG Stahl Ilsenburg)                | Rudolf Heß (BSG Lok Köthen)                       |
| 1956  | Oberhof           | Günter Schneider (SC Motor Zella-Mehlis)          | Walter Feist (BSG Stahl Ilsenburg)                |                                                   |
| 1957  | nicht ausgetragen | nicht ausgetragen                                 | nicht ausgetragen                                 | nicht ausgetragen                                 |
| 1958  | Schierke          | Walter Feist (BSG Stahl Ilsenburg)                | Günter Schneider (SC Motor Zella-Mehlis)          | Jochen Asche (BSG Chemie Waltershausen)           |
| 1959  | Oybin             | Jochen Asche (BSG Chemie Waltershausen)           | Gottfried Förster (BSG Motor Zittau)              | Helmut Teifel (BSG Motor Zittau)                  |
| 1960  | Oberhof           | Horst-Dieter Eichel (BSG Stahl Ilsenburg)         | Thomas Köhler (BSG Wismut Beierfeld)              | Jochen Asche (BSG Chemie Waltershausen)           |
| 1961  | Friedrichroda     | Günter Schneider (BSG Medizin Friedrichroda)      | Thomas Köhler (BSG Wismut Beierfeld)              | Walter Eggert (BSG Stahl Ilsenburg)               |
| 1962  | Ilmenau           | Klaus-Michael Bonsack (BSG Medizin Friedrichroda) | Hermann Steiner (SC Dynamo Berlin)                | Horst Tiedge (BSG Empor Ilmenau)                  |
| 1963  | Oberbärenburg     | Thomas Köhler (SC Traktor Oberwiesenthal)         | Michael Köhler (SC Traktor Oberwiesenthal)        | Klaus Halbauer (SC Traktor Oberwiesenthal)        |
| 1964  | Friedrichroda     | Michel Köhler (SC Traktor Oberwiesenthal)         | Klaus-Michael Bonsack (SC Traktor Oberwiesenthal) | Thomas Köhler (SC Traktor Oberwiesenthal)         |
| 1965  | Oberhof           | Klaus-Michael Bonsack (SC Traktor Oberwiesenthal) | Klaus Halbauer (SC Traktor Oberwiesenthal)        | Walter Eggert (SC Traktor Oberwiesenthal)         |
| 1966  | nicht ausgetragen | nicht ausgetragen                                 | nicht ausgetragen                                 | nicht ausgetragen                                 |
| 1967  | Oberhof           | Klaus Halbauer (ASk Vorwärts Oberhof)             | Albert Bienert (ASK Vorwärts Oberhof)             | Wolfgang Scheidel (ASK Vorwärts Oberhof)          |
| 1968  | Friedrichroda     | Thomas Köhler (SC Traktor Oberwiesenthal)         | Klaus Halbauer (ASK Vorwärts Oberhof)             | Horst Hörnlein (ASK Vorwärts Oberhof)             |
| 1969  | Friedrichroda     | Klaus-Michael Bonsack (SC Traktor Oberwiesenthal) | Albert Bienert (ASK Vorwärts Oberhof)             | Horst Hörnlein (ASK Vorwärts Oberhof)             |
| 1970  | Oberwiesenthal    | Wolfgang Scheidel (ASK Vorwärts Oberhof)          | Klaus-Michael Bonsack (SC Traktor Oberwiesenthal) | Horst Hörnlein (ASK Vorwärts Oberhof)             |
| 1971  | Oberwiesenthal    | Wolfgang Scheidel (ASK Vorwärts Oberhof)          | Harald Ehrig (SC Traktor Oberwiesenthal)          | Klaus-Michael Bonsack (SC Traktor Oberwiesenthal) |
| 1972  | Oberhof           | Wolfgang Scheidel (ASK Vorwärts Oberhof)          | Klaus-Michael Bonsack (SC Traktor Oberwiesenthal) | Wolfram Fiedler (SC Traktor Oberwiesenthal)       |
| 1973  | Oberhof           | Hans Rinn (ASK Vorwärts Oberhof)                  | Wolfram Fiedler (SC Traktor Oberwiesenthal)       | Harald Ehrig (SC Traktor Oberwiesenthal)          |
| 1974  | Oberhof           | Hans Rinn (ASK Vorwärts Oberhof)                  | Horst Müller (SC Traktor Oberwiesenthal)          | Hans-Heinrich Winkler (SC Traktor Oberwiesenthal) |
| 1975  | Oberhof           | Hans Rinn (ASK Vorwärts Oberhof)                  | Wolfram Fiedler (SC Traktor Oberwiesenthal)       | Dettlef Günther (SC Traktor Oberwiesenthal)       |
| 1976  | Oberhof           | Hans Rinn (ASK Vorwärts Oberhof)                  | Dettlef Günther (SC Traktor Oberwiesenthal)       | Horst Müller (SC Traktor Oberwiesenthal)          |
| 1977  | Oberwiesenthal    | Hans Rinn (ASK Vorwärts Oberhof)                  | Dettlef Günther (SC Traktor Oberwiesenthal)       | Hans-Heinrich Winkler (SC Traktor Oberwiesenthal) |
| 1978  | Oberhof           | Hans Rinn (ASK Vorwärts Oberhof)                  | Dettlef Günther (SC Traktor Oberwiesenthal)       | Bernhard Glass (ASK Vorwärts Oberhof)             |
| 1979  | Oberhof           | Hans Rinn (ASK Vorwärts Oberhof)                  | Bernhard Glass (ASK Vorwärts Oberhof)             | Michael Walter (SC Traktor Oberwiesenthal)        |
| 1980  | Oberhof           | Bernhard Glass (ASK Vorwärts Oberhof)             | Michael Walter (SC Traktor Oberwiesenthal)        | Rainer Krell (ASK Vorwärts Oberhof)               |
| 1981  | Oberhof           | Bernhard Glass (ASK Vorwärts Oberhof)             | Michael Walter (SC Traktor Oberwiesenthal)        | Uwe Handrich (ASK Vorwärts Oberhof)               |
| 1982  | Oberwiesenthal    | Uwe Handrich (ASK Vorwärts Oberhof)               | Jens Schenke (SC Traktor Oberwiesenthal)          | Volker Sotzmann (ASK Vorwärts Oberhof)            |
| 1983  | Oberhof           | Wilfried Vogel (ASK Vorwärts Oberhof)             | Norbert Loch (ASK Vorwärts Oberhof)               | Uwe Handrich (ASK Vorwärts Oberhof)               |
| 1984  | Oberhof           | Michael Walter (SC Traktor Oberwiesenthal)        | Wilfried Vogel (ASK Vorwärts Oberhof)             | Jörg Hoffmann (ASK Vorwärts Oberhof)              |
| 1985  | Oberhof           | Jörg Hoffmann (ASK Vorwärts Oberhof)              | Jens Müller (ASK Vorwärts Oberhof)                | Wilfried Vogel (ASK Vorwärts Oberhof)             |
| 1986  | Oberhof           | Thomas Jacob (SC Traktor Oberwiesenthal)          | Michael Walter (SC Traktor Oberwiesenthal)        | Torsten Görlitzer (SC Traktor Oberwiesenthal)     |
| 1987  | Oberhof           | Jens Müller (ASK Vorwärts Oberhof)                | René Friedl (ASK Vorwärts Oberhof)                | Thomas Jacob (SC Traktor Oberwiesenthal)          |
| 1988  | Oberhof           | Jens Müller (ASK Vorwärts Oberhof)                | Michael Walter (SC Traktor Oberwiesenthal)        | Karsten Albert (ASK Vorwärts Oberhof)             |
| 1989  | Altenberg         | Thomas Jacob (SC Traktor Oberwiesenthal)          | René Friedl (ASK Vorwärts Oberhof)                | Jörg Hoffmann (ASK Vorwärts Oberhof)              |

### (Männer) Doppelsitzer
| Datum | Ort               | Meister                                                                                     | Vizemeister                                                                             | Platz 3                                                                                  |
| ----- | ----------------- | ------------------------------------------------------------------------------------------- | --------------------------------------------------------------------------------------- | ---------------------------------------------------------------------------------------- |
| 1951  | Oberhof           | Otto Müller (Tambach-Dietharz) Emil Vater (Tambach-Dietharz)                                | Rudolf Aschmann (Ilmenau) Horst Aschmann (Ilmenau)                                      |                                                                                          |
| 1952  | Oberhof           | Josef Simon (BSG Lok Köthen) Gerhard Simon (BSG Lok Köthen)                                 | Walter Feist (BSG Stahl Ilsenburg) Hermann Ohlendorf (BSG Motor Ilsenburg)              |                                                                                          |
| 1953  | Friedrichroda     | Josef Simon (BSG Lok Köthen) Gerhard Simon (BSG Lok Köthen)                                 |                                                                                         |                                                                                          |
| 1954  | Oberhof           | Horst Tiedge (BSG Empor Ilmenau) Herbert Schneider (BSG Empor Ilmenau)                      | Walter Feist ?                                                                          | Helmut Teifel Harry Drisler                                                              |
| 1955  | Oberhof           | Horst Tiedge (BSG Empor Ilmenau) Herbert Schneider (BSG Empor Ilmenau)                      | Helmut Teifel (BSG Post Zittau) Harry Drisler (BSG Post Zittau)                         | Lieselotte Vater (BSG Motor Tambach-Dietharz) Ingrid Ohlendorf (BSG Stahl Ilsenburg)     |
| 1956  | Oberhof           | Horst Tiedge (SC Motor Zella-Mehlis) Herbert Schneider (SC Motor Zella-Mehlis)              | Günter Schneider Ursula Ahnhut                                                          |                                                                                          |
| 1957  | nicht ausgetragen | nicht ausgetragen                                                                           | nicht ausgetragen                                                                       | nicht ausgetragen                                                                        |
| 1958  | Schierke          | Udo Kasten (BSG Stahl Ilsenburg) Walter Feist (BSG Stahl Ilsenburg)                         | Dieter Ludwig Bärbel Kühner                                                             | Mehnert Laermann                                                                         |
| 1959  | Oybin             | Udo Kasten (BSG Stahl Ilsenburg) Horst-Dieter Eichel (BSG Stahl Ilsenburg)                  | Wolfgang Stichling (BSG Empor Ilmenau) Eckardt Sturtz (BSG Empor Ilmenau)               | Helmut Teifel (BSG Motor Zittau) Lore Rosenkranz (SG Oybin)                              |
| 1960  | Oberhof           | Ullrich (SG Dynamo Berlin-Nord) Schmieder (SG Dynamo Berlin-Nord)                           |                                                                                         |                                                                                          |
| 1961  | Friedrichroda     | Klaus-Michael Bonsack (BSG Medizin Friedrichroda) Thomas Köhler (BSG Wismut Beierfeld)      | Udo Kasten (BSG Stahl Ilsenburg) Horst-Dieter Eichler (BSG Stahl Ilsenburg)             | Kluge Schotte                                                                            |
| 1962  | Ilmenau           | Horst Tiedge (BSG Empor Ilmenau) Gerhard Kirchner (BSG Empor Ilmenau)                       | Horst Mache (BSG Empor Ilmenau) Wolfgang Weidner (BSG Empor Ilmenau)                    | Walter Eggert Bernd Ruhe                                                                 |
| 1963  | Oberbärenburg     | Klaus-Michael Bonsack Thomas Köhler                                                         | Horst Mache Wolfgang Weidner                                                            | Dietzel Reichert                                                                         |
| 1964  | Friedrichroda     | Klaus-Michael Bonsack (SC Traktor Oberwiesenthal) Thomas Köhler (SC Traktor Oberwiesenthal) | Walter Eggert (SC Traktor Oberwiesenthal) Helmut Vollprecht (SC Traktor Oberwiesenthal) | Wolfgang Scheidel (SC Traktor Oberwiesenthal) Michael Köhler (SC Traktor Oberwiesenthal) |
| 1965  | Oberhof           | Klaus-Michael Bonsack (SC Traktor Oberwiesenthal) Thomas Köhler (SC Traktor Oberwiesenthal) | Walter Eggert (SC Traktor Oberwiesenthal) Helmut Vollprecht (SC Traktor Oberwiesenthal) | Wolfgang Scheidel (SC Traktor Oberwiesenthal) Michael Köhler (SC Traktor Oberwiesenthal) |
| 1966  | nicht ausgetragen | nicht ausgetragen                                                                           | nicht ausgetragen                                                                       | nicht ausgetragen                                                                        |
| 1967  | Oberhof           | Klaus-Michael Bonsack (SC Traktor Oberwiesenthal) Thomas Köhler (SC Traktor Oberwiesenthal) | Klaus Halbauer (ASK Vorwärts Oberhof) Albert Bienert (ASK Vorwärts Oberhof)             | Horst Hörnlein (ASK Vorwärts Oberhof) Reinhard Bredow (ASK Vorwärts Oberhof)             |
| 1968  | Friedrichroda     | Klaus-Michael Bonsack (SC Traktor Oberwiesenthal) Thomas Köhler (SC Traktor Oberwiesenthal) | Horst Hörnlein (ASK Vorwärts Oberhof) Reinhard Bredow (ASK Vorwärts Oberhof)            | Rolf Fuchs (ASK Vorwärts Oberhof) Günter Marschlich (ASK Vorwärts Oberhof)               |
| 1969  | Friedrichroda     | Horst Hörnlein Reinhard Bredow                                                              | Klaus-Michael Bonsack Michael Köhler                                                    | Hans Feist Horst Schönau                                                                 |
| 1970  | Oberwiesenthal    | Klaus-Michael Bonsack Michael Köhler                                                        | Siegfried Müller Andreas Estel                                                          | Horst Hörnlein Reinhard Bredow                                                           |
| 1971  | Oberwiesenthal    | Horst Hörnlein Reinhard Bredow                                                              | Hegenbarth Klaus Halbauer                                                               | Siegfried Müller Andreas Estel                                                           |
| 1972  | Oberhof           | Horst Hörnlein Reinhard Bredow                                                              | Klaus-Michael Bonsack Wolfram Fiedler                                                   | Horst Müller Armin Hahn                                                                  |
| 1973  | Oberhof           | Hans Rinn Norbert Hahn                                                                      | Horst Hörnlein Reinhard Bredow                                                          | Hans-Henning Schulze Hans-Jürgen Neumann                                                 |
| 1974  | Oberhof           | Hans Rinn Norbert Hahn                                                                      | Bernd Hahn Ulrich Hahn                                                                  | Hans-Henning Schulze Hans-Jürgen Neumann                                                 |
| 1975  | Oberhof           | Horst Müller Hans-Jürgen Neumann                                                            | Hans Rinn Norbert Hahn                                                                  | Bernd Hahn Ulrich Hahn                                                                   |
| 1976  | Oberhof           | Hans Rinn Norbert Hahn                                                                      | Bernd Hahn Ulrich Hahn                                                                  | Horst Müller Hans-Jürgen Neumann                                                         |
| 1977  | Oberwiesenthal    | Hans Rinn Norbert Hahn                                                                      | Bernd Hahn Ulrich Hahn                                                                  | Volker Messing Roland Herdmann                                                           |
| 1978  | Oberhof           | Hans Rinn Norbert Hahn                                                                      | Bernd Hahn Ulrich Hahn                                                                  | Volker Messing Roland Herdmann                                                           |
| 1979  | Oberhof           | Bernd Hahn Ulrich Hahn                                                                      | Bernd Oberhoffner Jörg-Dieter Ludwig                                                    | Hans Rinn Norbert Hahn                                                                   |
| 1980  | Oberhof           | Bernd Hahn Ulrich Hahn                                                                      | Volker Sotzmann Volker Dietrich                                                         | Bernd Oberhoffner Jörg-Dieter Ludwig                                                     |
| 1981  | Oberhof           | Volker Sotzmann Volker Dietrich                                                             | Bernd Oberhoffner Jörg-Dieter Ludwig                                                    | Jörg Hoffmann Jochen Pietzsch                                                            |
| 1982  | Oberwiesenthal    | René Keller Lutz Kühnlenz                                                                   | Jens Schenke Jens Friedrich                                                             | Volker Sotzmann Volker Dietrich                                                          |
| 1983  | Oberhof           | Jörg Hoffmann Jochen Pietzsch                                                               | Volker Sotzmann Volker Dietrich                                                         | Bernd Oberhoffner Jörg-Dieter Ludwig                                                     |
| 1984  | Oberhof           | Jörg Hoffmann Jochen Pietzsch                                                               | Hans-Joachim Menge Detlef Bertz                                                         | Volker Sotzmann Volker Dietrich                                                          |
| 1985  | Oberhof           | Jörg Hoffmann Jochen Pietzsch                                                               | René Keller Lutz Kühnlenz                                                               | Hans-Joachim Menge Detlef Bertz                                                          |
| 1986  | Oberhof           | Jörg Hoffmann Jochen Pietzsch                                                               | René Keller Lutz Kühnlenz                                                               | Stefan Krauße Jan Behrendt                                                               |
| 1987  | Oberhof           | Jörg Hoffmann Jochen Pietzsch                                                               | Stefan Krauße Jan Behrendt                                                              | Marco Ernst Olaf Paschold                                                                |
| 1988  | Oberhof           | Heiko Wietasch Torsten Waack                                                                | René Keller Sven Eggert                                                                 | Jörg Hoffmann Jochen Pietzsch                                                            |
| 1989  | Altenberg         | Jörg Hoffmann Jochen Pietzsch                                                               | Mario Langenhan Andreas Bernhardt                                                       | Yves Mankel Thomas Rudolph                                                               |

### Mixed
| Datum | Ort           | Meister                                                                               | Vizemeister                                                                        | Platz 3                |
| ----- | ------------- | ------------------------------------------------------------------------------------- | ---------------------------------------------------------------------------------- | ---------------------- |
| 1951  | Oberhof       | Walter Feist (Chemie Piesteritz) Elli Winkler (Chemie Piesteritz)                     | Helmut Skerra (Schierke) Ingeborg Skerra (Schierke)                                |                        |
| 1952  | Oberhof       | Emil Vater (BSG Motor Tambach-Dietharz) Lieselotte Vater (BSG Motor Tambach-Dietharz) | Ernst Scholdan (BSG Einheit Arnstadt) Erika Scholdan-Töpfer (BSG Einheit Arnstadt) |                        |
| 1953  | Friedrichroda | Thea Feist (BSG Stahl Ilsenburg) Walter Feist (BSG Stahl Ilsenburg)                   | Erika Scholdan-Töpfer (BSG Einheit Arnstadt) Ernst Scholdan (BSG Einheit Arnstadt) | Johanna Förster Rudolf |
| 1954  | Oberhof       | Helmut Teifel Lore Rosenkranz                                                         | Friedel Kinzel-Tietze Walter Feist                                                 |                        |